# Хмелівка (Володимирський район)
Хмелі́вка — село в Україні, у Зимнівській сільській громаді Володимирського району Волинської області. Населення становить 427 осіб.

## Географія
Село розташоване на лівому березі річки Свинорийка.

## Історія
Село вперше згадується як Хмелев 1476 року, коли Опанас Бобина Хмелевський продав село пану Вовчку Жасківському за "80 коп широких грошей".
22 лютого 1503 року в своїй грамоті король Олександр Ягелончик підтверджує право володіння володимирським городничим Єськом Сенютичем на дворища Болохово і Станково в селі Хмелево.
1 лютого 1514 року король Жиґимонт підтвердив Якиму Вовчку Жасківському право на володіння церконим дворищем у Хмелеві, надане йому владикою володимирським Пахнотієм. 
14 березня 1545 року після смерті Яна Вовчка Якимовича Хмелевського його маєтки Хмелюв та Полгани відійшли його племінниці Марії Щаснівні та її чоловікові Олександру Андрійовичу Ґетолт Шпиколоському. 
3 грудня 1547 року це право його сину володимирському повітовому судді Олексію Якимовичу Вовчку підтвердив владика Генадій. Вовчку належало село, поля, сіножаті, Миткове та Лицкове дворища. За це Вовчки платили церкві Пречистої Богоматері щорічно 100 литовських грошей. 
21 липня 1563 року він подарував третину свого майна в Хмелеві своїй дружині Ганні Василівні Патрикієвич.
Після нападу козаків та татар 14 травня 1649 року на села Хмелів, Хмелівка-Болоховичі та Підгайці, які тоді належали Андрію Заленському, з 41 господарств залишилось 36 домів.
Після нападу 7 лютого 1650 року у Хмелівці-Болоховичах було 20 димів, тоді як у Хмелеві та Підгайцях разом 10 димів.
Під час нападу 23 жовтня 1652 року на Хмелівку-Болоховичі у селі спустіло 7 подим'їв, а залишилось 13, тоді як у частинах Хмелева та Підгаєць, які належали Заленському разом залишилось всього 4 дими.
У 1906 році село Микулицької волості Володимир-Волинського повіту Волинської губернії. Відстань від повітового міста 12 верст, від волості 5. Дворів 45, мешканців 417.
12 червня 2020 року, відповідно до розпорядження Кабінету Міністрів України № 708-р «Про визначення адміністративних центрів та затвердження територій територіальних громад Волинської області», увійшло до складу Зимнівської сільської територіальної громади.
19 липня 2020 року, в результаті адміністративно-територіальної реформи та ліквідації  Володимир-Волинського району(1940—2020), село увійшло до новоутвореного Володимир-Волинського району (від 18 липня 2022 Володимирського).

## Населення
Згідно з переписом УРСР 1989 року чисельність наявного населення села становила 475 осіб, з яких 236 чоловіків та 239 жінок.
За переписом населення України 2001 року в селі мешкало 485 осіб.

### Мова
Розподіл населення за рідною мовою за даними перепису 2001 року:
| Мова       | Відсоток |
| ---------- | -------- |
| українська | 99,38 %  |
| білоруська | 0,21 %   |
| російська  | 0,21 %   |
| інші       | 0,20 %   |

## Відомі люди
- Крижук Дмитро Вікторович — учасник російсько-української війни 2014—2015, у 2015 році обраний сільським головою.